# Vladislava Tantjeva
Vladislava Tantjeva (bulgariska: Владислава Танчева), född den 18 maj 1987 i Varna, Bulgarien, är en bulgarisk gymnast.
Hon tog OS-brons i rytmisk gymnastik för trupper i samband med de olympiska gymnastiktävlingarna 2004 i Aten.